# Wola Wiśniowska
Wola Wiśniowska is een dorp in de Poolse woiwodschap Święty Krzyż. De plaats maakt deel uit van de gemeente Staszów en telt 120 inwoners.